# Rock for Light
Rock for Light es el segundo álbum de estudio de la banda norteamericana de hardcore punk Bad Brains. Fue producido por Ric Ocasek de The Cars. La reedición de 1991 fue remezclada por Ocasek y el bajista Darryl Jenifer, además de incluir varias canciones extra.

## Listado de canciones

### Edición original en vinilo
Cara A
1. "Coptic Times" − 2:11
2. "Attitude" − 1:12
3. "We Will Not" − 1:39
4. "Sailin' On" - 1:50
5. "Rally 'Round Jah Throne" − 4:39
6. "Right Brigade" − 2:13
7. "F.V.K." − 1:00
8. "Riot Squad" − 2:07
9. "The Meek Shall Inherit the Earth" − 3:35

Cara B
1. "Joshua's Song" − 0:33
2. "Banned in D.C." − 2:03
3. "How Low Can a Punk Get?" − 1:55
4. "Big Takeover" − 2:35
5. "I and I Survive" − 5:17
6. "Destroy Babylon" - 1:23
7. "Rock for Light" − 1:40
8. "At the Movies" − 2:18

### Reedición en CD
1. "Big Takeover" − 2:29
2. "Attitude" − 1:09
3. "Right Brigade" − 2:07
4. "Joshua's Song" − 0:32
5. "I and I Survive" − 5:13
6. "Banned in D.C." − 1:57
7. "Supertouch" − 2:20
8. "Destroy Babylon" − 1:19
9. "F.V.K. (Fearless Vampire Killers)" − 0:58
10. "The Meek" − 3:37
11. "I" − 1:55
12. "Coptic Times" − 2:06
13. "Sailin' On" − 1:45
14. "Rock for Light" − 1:36
15. "Rally Round Jah Throne" − 3:58
16. "At the Movies" − 2:16
17. "Riot Squad" − 1:59
18. "How Low Can a Punk Get?" − 1:49
19. "We Will Not" − 1:34
20. "Jam" − 1:15

## Créditos
- H.R. - voces
- Dr. Know - guitarra
- Darryl Jenifer - bajo
- Earl Hudson - batería